# Serlo de Altavilla

Escudo de armas de la casa de Altavilla.

Serlón I de Hauteville fue hijo de Tancredo de Hauteville y su primera esposa, Muriella, probablemente el menor, aunque algunas fuentes le citan como el mayor. Nació antes de 1010 y permaneció en Normandía. 

## Biografía
Tras una disputa vecinal con una persona de la corte de Roberto I, duque de Normandía, al que mató tras haber sido insultado, Serlón fue exiliado durante tres años. Alrededor del año 1041, a la muerte de su padre, heredó el feudo de Hauteville, en el Cotentin, y se haría también señor de Pirou por herencia de su esposa. Al igual que sus hermanos, las fuentes muestran a Serlón como un guerrero excepcional.
Alrededor del año 1056 su hijo, Serlón II de Altavilla partió con su tío Roger I de Sicilia a la zona italiana de Mezzogiorno, dónde lucharía como comandante normando haciendo su propia fortuna.

## Matrimonio y descendencia
Serlon de Altavilla casó con la señora heredera de Pirou. El señorío de Pirou está a 17 km al nornoroeste de Coutances y también eran descendientes de una antigua familia escandinava, cuya misión principal era la custodia y protección de los navíos vikingos durante sus largas temporadas de fondeo. Tuvieron descendencia:
- Serlon II de Altavilla